# Гоян Денис Олександрович
Денис Олександрович Гоян (1997—2024) — старший солдат збройних сил України, учасник російсько-української війни.

## Життєпис
Народився 11 грудня 1997 року. Навчався в Суботцівській школі. Пізніше закінчив Знамꞌянське технічне залізничне училище за фахом «помічник машиніста».
У 2016 році призваний на строкову військову службу, після закінчення якої підписав контракт та деякий час брав участь в ООС.
Загинув 5 липня 2024 поблизу села Тернова Харківської області.

## Нагороди
- Орден «За мужність» II ступеня[1].
- Орден «За мужність» III ступеня[2].